# Maple Shade
O município de Maple Shade está localizado no condado de Burlington (Burlington County), este por sua vez parte do Estado de Nova Jérsei (New Jersey), nos Estados Unidos da América. 
De acordo com o censo do ano 2000 dos Estados Unidos, a população era de 19.079 habitantes.

## Geografia
Segundo o censo americano, a área do município de Maple Shade é de 10,0 km² (3,8 mi²), sendo que a parcela desta área coberta por água é considerada desprezível.
O município faz divisa com os municípios de Moorestown (a nordeste), Mount Laurel (a sudeste), Cinnaminson (a noroeste), e Cherry Hill, no condado de Camden (a sudoeste).
Faz parte da área metropolitana de Filadélfia, conhecida como Delaware Valley, que por sua vez está localizada em meio à megalópole de BosWash. Neste contexto é fortemente influenciada pela cidade de Filadélfia, sendo que grande parte da população é composta por pessoas que comutam diariamente para esta cidade.

## Demografia
É um município característico suburbano da costa leste americana, com predominância de brancos e elevada renda per capita.